# 葛城ゴルフ倶楽部
葛城ゴルフ倶楽部（かつらぎゴルフくらぶ）は、静岡県袋井市にあるゴルフ場。

## 住所
- 〒437-0192 静岡県袋井市宇刈2505-2

## アクセス

### 車の場合
- 新東名高速道路/森掛川インターチェンジより6km
- 東名高速道路/袋井インターチェンジより8km

### 電車の場合
- 利用路線	東海道新幹線・掛川駅/JR東海道本線・袋井駅
  - クラブバス	なし

## トーナメント開催情報
- ヤマハレディースオープン葛城
- 片山晋呉インビテーショナル ネスレ日本マッチプレー選手権（2014年）